# Cena wykonania
Cena wykonania (strike, strike price, execution price) – na rynku finansowym z góry określona cena, po jakiej będzie realizowane uprawnienie wynikające z opcji. Wartości cen wykonania są ściśle określone w standardzie każdego instrumentu finansowego.

## Przykład
W dniu 18 kwietnia 2013 r. inwestor kupuje kontrakt terminowy na kupno 100 akcji notowanej na giełdzie papierów wartościowych spółki XYZ w dniu 18 października 2013 r. W dniu podpisania kontraktu cena akcji spółki XYZ wynosi 10 złotych. Cena wykonania kontraktu została ustalona na 20 złotych. W dniu 18 października 2013 r. cena akcji została ustalona na giełdzie w wysokości 30 złotych. Kontrakt zostaje wykonany. Kupujący kontrakt kupuje 100 akcji spółki XYZ po cenie 20 złotych, a druga strona sprzedaje akcje po cenie 20 złotych, nawet mimo faktu, że cena akcji wynosi w tym dniu 30 złotych.